# 攝政關白列表
以下為日本1926年之前攝政、關白列表。近現代之前日期為農曆。

## 上古代
《日本書紀》記載，神功皇后的丈夫仲哀天皇逝世後，她以皇太后身分代替譽田別皇子（應神天皇）作「攝政」，但皇太后執政或攝政一般稱為稱制，因此神功皇后多不計算為一位攝政。

### 飛鳥時代的攝政
7世紀時，攝政被視為王位繼承候補者的有力候選人，他們經常干預國政，一般認為厩戶皇子（聖德太子）為推古天皇的代行國政為攝政之始。之後，中大兄皇子（天智天皇）為齊明天皇攝政、草壁皇子為天武天皇攝政等也是如此。為區別平安時代之後的人臣攝政，此時代的攝政被稱呼為皇親攝政。
| 攝政                  | 上任                                    | 卸任 （*者死於任內）                      | 在職時天皇 |
| --------------------- | --------------------------------------- | ----------------------------------------- | ---------- |
| 厩戶皇子 （聖德太子） | 推古天皇元年四月十日 （593年5月15日）   | 推古天皇三十年二月二十二* （622年4月8日） | 推古       |
| （中大兄皇子）        | 齊明天皇元年正月初三 （655年2月14日）   | 齊明天皇七年七月二十四 （661年8月24日）   | 齊明       |
| （菟野皇女）          | 天武天皇十年二月二十五 （681年3月19日） | 朱鳥元年九月初九 （686年10月1日）         | 天武       |

### 平安時代的攝關
藤原良房是第一位人臣（皇族以外者）被任命為攝政（人臣攝政）、良房侄子兼養子藤原基經則是第一位關白。自從858年清和天皇即位、天皇外祖父藤原良房攝政以來，攝政一職便由藤原北家所獨佔，直到明治時代，此家系被稱為攝家。
| 攝政     | 關白     | 上任                                     | 卸任                                   | 在職時天皇             |
| -------- | -------- | ---------------------------------------- | -------------------------------------- | ---------------------- |
| 藤原良房 |          | 貞觀八年八月十九 （866年10月1日）        | 貞觀十四年九月初二* （872年10月7日）   | 清和                   |
| 藤原基經 |          | 貞觀十八年十一月二十九 （876年12月18日） | 元慶八年二月初四 （884年3月4日）       | 陽成                   |
|          | 藤原基經 | 仁和三年十一月二十一 （887年12月9日）    | 寬平二年十二月十四 （891年1月27日）    | 宇多                   |
| 藤原忠平 |          | 延長八年九月二十二 （930年10月16日）     | 天慶四年十一月初八 （941年11月29日）   | 朱雀                   |
|          | 藤原忠平 | 天慶四年十一月初八 （941年11月29日）     | 天曆三年八月十四* （949年9月9日）      | 朱雀、村上             |
|          | 藤原實賴 | 康保四年六月二十二 （967年7月31日）      | 安和二年八月十三 （969年9月27日）      | 冷泉                   |
| 藤原實賴 |          | 安和二年八月十三 （969年9月27日）        | 天祿元年五月十八日 （970年6月24日）    | 圓融                   |
| 藤原伊尹 |          | 天祿元年五月二十日 （970年6月26日）      | 天祿三年十月二十三 （972年12月1日）    | 圓融                   |
|          | 藤原兼通 | 天延二年三月二十六 （974年4月21日）      | 貞元二年十月十一 （977年11月24日）     | 圓融                   |
|          | 藤原賴忠 | 貞元二年十月十一 （977年11月24日）       | 寬和二年六月二十三 （986年8月1日）     | 圓融、花山             |
| 藤原兼家 |          | 寬和二年六月二十四 （986年8月2日）       | 永祚二年五月初五 （990年5月31日）      | 一條                   |
|          | 藤原兼家 | 永祚二年五月初五 （990年5月31日）        | 永祚二年五月初八 （990年6月3日）       | 一條                   |
|          | 藤原道隆 | 永祚二年五月初八 （990年6月3日）         | 永祚二年五月二十六 （990年6月21日）    | 一條                   |
| 藤原道隆 |          | 永祚二年五月二十六 （990年6月21日）      | 正曆四年四月二十二 （993年5月16日）    | 一條                   |
|          | 藤原道隆 | 正曆四年四月二十二 （993年5月16日）      | 長德元年四月初三 （995年5月5日）       | 一條                   |
|          | 藤原道兼 | 長德元年四月二十七 （995年5月29日）      | 長德元年五月初八* （995年6月8日）      | 一條                   |
| 藤原道長 |          | 長和五年正月二十九 （1016年3月10日）     | 長和六年三月十六 （1017年4月15日）     | 後一條                 |
| 藤原賴通 |          | 長和六年三月十六 （1017年4月15日）       | 寬仁三年十二月二十二 （1020年1月19日） | 後一條                 |
|          | 藤原賴通 | 寬仁三年十二月二十二 （1020年1月19日）   | 治曆三年十二月初五 （1068年1月12日）   | 後一條、後朱雀、後冷泉 |
|          | 藤原教通 | 治曆四年四月十七 （1068年5月20日）       | 承保二年九月二十五* （1075年11月6日）  | 後冷泉、後三條、白河   |
|          | 藤原師實 | 承保二年十月十五 （1075年11月25日）      | 應德三年十一月二十六 （1087年1月3日）  | 白河                   |
| 藤原師實 |          | 應德三年十一月二十六 （1087年1月3日）    | 寬治四年十二月二十 （1091年1月12日）   | 堀河                   |
|          | 藤原師實 | 寬治四年十二月二十 （1091年1月12日）     | 寬治八年三月初九 （1094年3月27日）     | 堀河                   |
|          | 藤原師通 | 寬治八年三月初九 （1094年3月27日）       | 承德三年六月二十八 （1099年7月18日）   | 堀河                   |
|          | 藤原忠實 | 長治二年十二月二十五 （1106年1月31日）   | 嘉承二年七月十九 （1107年8月9日）      | 堀河                   |
| 藤原忠實 |          | 嘉承二年七月十九 （1107年8月9日）        | 永久元年十二月二十六 （1114年2月3日）  | 鳥羽                   |
|          | 藤原忠實 | 永久元年十二月二十六 （1114年2月3日）    | 保安二年正月二十二 （1121年2月11日）   | 鳥羽                   |
|          | 藤原忠通 | 保安二年三月初五 （1121年3月25日）       | 保安四年正月二十八 （1123年2月25日）   | 鳥羽                   |
| 藤原忠通 |          | 保安四年正月二十八 （1123年2月25日）     | 大治四年七月初一 （1129年7月18日）     | 崇德                   |
|          | 藤原忠通 | 大治四年七月初一 （1129年7月18日）       | 永治元年十二月初七 （1142年1月5日）    | 崇德                   |
| 藤原忠通 |          | 永治元年十二月初七 （1142年1月5日）      | 久安六年十二月初九 （1150年12月29日）  | 近衛                   |
|          | 藤原忠通 | 久安六年十二月初九 （1150年12月29日）    | 保元三年八月十一 （1158年9月5日）      | 近衛、後白河           |
|          | 近衛基實 | 保元三年八月十一 （1158年9月5日）        | 永萬元年六月二十五 （1165年8月3日）    | 二條                   |
| 近衛基實 |          | 永萬元年六月二十五 （1165年8月3日）      | 永萬二年七月二十六* （1166年8月23日）  | 六條                   |
| 松殿基房 |          | 永萬二年七月二十七 （1166年8月24日）     | 承安二年十二月二十七 （1173年1月12日） | 六條、高倉             |
|          | 松殿基房 | 承安二年十二月二十七 （1173年1月12日）   | 治承三年十一月十五 （1179年12月15日）  | 高倉                   |
|          | 近衛基通 | 治承三年十一月十五 （1179年12月15日）    | 治承四年二月二十一 （1180年3月18日）   | 高倉                   |
| 近衛基通 |          | 治承四年二月二十一 （1180年3月18日）     | 壽永二年十一月二十一 （1184年1月5日）  | 安德、後鳥羽           |
| 松殿師家 |          | 壽永二年十一月二十一 （1184年1月5日）    | 壽永三年正月二十二 （1184年3月6日）    | 後鳥羽                 |
| 近衛基通 |          | 壽永三年正月二十二 （1184年3月6日）      | 文治二年三月十二 （1186年4月3日）      | 後鳥羽                 |
| 九條兼實 |          | 文治二年三月十二 （1186年4月3日）        | 建久二年十二月十七 （1192年1月3日）    | 後鳥羽                 |

## 中近世
平安時代中期以後，攝政和關白成了常設官職，除了安土桃山時代的豐臣氏2名關白，藤原道長的子孫（御堂流）世襲了攝政和關白。御堂流在鎌倉時代初期分為近衛家及九條家2家，鎌倉時代中頃近衛家再分立出鷹司家、九條家再分立出二條家和一條家，這五個5家系被稱為五攝家。之後攝關僅在標榜天皇親政的建武新政時期（1333年—1336年）和豐臣政權末期（1595年—1600年）中斷過，至慶應三年（1867年）隨著王政復古而廢除攝關一職。

### 鎌倉時代的攝關
| 攝政     | 關白     | 上任                                    | 卸任                                    | 在職時天皇     |
| -------- | -------- | --------------------------------------- | --------------------------------------- | -------------- |
|          | 九條兼實 | 建久二年十二月十七 （1192年1月3日）     | 建久七年十一月二十五 （1196年12月16日） | 後鳥羽         |
|          | 近衛基通 | 建久七年十一月二十五 （1196年12月16日） | 建久九年正月十一 （1198年2月18日）      | 後鳥羽         |
| 近衛基通 |          | 建久九年正月十一 （1198年2月18日）      | 建仁二年十二月二十五 （1203年2月8日）   | 土御門         |
| 九條良經 |          | 建仁二年十二月二十五 （1203年2月8日）   | 元久三年三月初七* （1206年4月16日）     | 土御門         |
| 近衛家實 |          | 元久三年三月初十 （1206年4月19日）      | 建永元年十二月初八 （1207年1月7日）     | 土御門         |
|          | 近衛家實 | 建永元年十二月初八 （1207年1月7日）     | 承久三年四月二十 （1221年5月13日）      | 土御門、順德   |
| 九條道家 |          | 承久三年四月二十 （1221年5月13日）      | 承久三年七月初八 （1221年7月28日）      | 仲恭           |
| 近衛家實 |          | 承久三年七月初八 （1221年7月28日）      | 貞應二年十二月十四 （1224年1月6日）     | 後堀河         |
|          | 近衛家實 | 貞應二年十二月十四 （1224年1月6日）     | 安貞二年十二月二十四 （1229年1月20日）  | 後堀河         |
|          | 九條道家 | 安貞二年十二月二十四 （1229年1月20日）  | 寬喜三年七月初五 （1231年8月4日）       | 後堀河         |
|          | 九條教實 | 寬喜三年七月初五 （1231年8月4日）       | 貞永元年十月初四 （1232年11月17日）     | 後堀河         |
| 九條教實 |          | 貞永元元年十月初四 （1232年11月17日）   | 文曆二年三月二十八* （1235年4月17日）   | 四條           |
| 九條道家 |          | 文曆二年三月二十八 （1235年4月17日）    | 嘉禎三年三月初十 （1237年4月6日）       | 四條           |
| 近衛兼經 |          | 嘉禎三年三月初十 （1237年4月6日）       | 仁治三年正月初九 （1242年2月10日）      | 四條           |
|          | 近衛兼經 | 仁治三年正月二十 （1242年2月21日）      | 仁治三年三月二十五 （1242年4月26日）    | 後嵯峨         |
|          | 二條良實 | 仁治三年三月二十五 （1242年4月26日）    | 寬元四年正月二十八 （1246年2月15日）    | 後嵯峨         |
|          | 一條實經 | 寬元四年正月二十八 （1246年2月15日）    | 寬元四年正月二十九 （1246年2月16日）    | 後嵯峨         |
| 一條實經 |          | 寬元四年正月二十九 （1246年2月16日）    | 寬元五年正月十九 （1247年2月25日）      | 後深草         |
| 近衛兼經 |          | 寬元五年正月十九 （1247年2月25日）      | 建長四年十月初三 （1252年11月6日）      | 後深草         |
| 鷹司兼平 |          | 建長四年十月初三 （1252年11月6日）      | 建長六年十二月初二 （1255年1月11日）    | 後深草         |
|          | 鷹司兼平 | 建長六年十二月初二 （1255年1月11日）    | 弘長元年四月二十九 （1261年5月29日）    | 後深草、龜山   |
|          | 二條良實 | 弘長元年四月二十九 （1261年5月29日）    | 文永二年閏四月十八 （1265年6月3日）     | 龜山           |
|          | 一條實經 | 文永二年閏四月十八 （1265年6月3日）     | 文永四年十二月初九 （1267年12月25日）   | 龜山           |
|          | 近衛基平 | 文永四年十二月初九 （1267年12月25日）   | 文永五年十一月十九* （1268年12月24日）  | 龜山           |
|          | 鷹司基忠 | 文永五年十二月初十 （1269年1月13日）    | 文永十年五月初五 （1273年5月22日）      | 龜山           |
|          | 九條忠家 | 文永十年五月初五 （1273年5月22日）      | 文永十一年正月二十六 （1274年3月6日）   | 龜山           |
| 九條忠家 |          | 文永十一年正月二十六 （1274年3月6日）   | 文永十一年六月二十 （1274年7月24日）    | 後宇多         |
| 一條家經 |          | 文永十一年六月二十 （1274年7月24日）    | 建治元年十月二十一 （1275年11月10日）   | 後宇多         |
| 鷹司兼平 |          | 建治元年十月二十一 （1275年11月10日）   | 弘安元年十二月初七 （1279年1月20日）    | 後宇多         |
|          | 鷹司兼平 | 弘安元年十二月初七 （1279年1月20日）    | 弘安十年八月十一 （1287年9月19日）      | 後宇多         |
|          | 二條師忠 | 弘安十年八月十一 （1287年9月19日）      | 正應二年四月十三 （1289年5月4日）       | 後宇多、伏見   |
|          | 近衛家基 | 正應二年四月十三 （1289年5月4日）       | 正應四年五月二十七 （1291年6月24日）    | 伏見           |
|          | 九條忠教 | 正應四年五月二十七 （1291年6月24日）    | 正應六年二月二十五 （1293年4月3日）     | 伏見           |
|          | 近衛家基 | 正應六年二月二十五 （1293年4月3日）     | 永仁四年六月十九* （1296年7月20日）     | 伏見           |
|          | 鷹司兼忠 | 永仁四年七月二十四 （1296年8月24日）    | 永仁六年七月二十二 （1298年8月30日）    | 伏見           |
| 鷹司兼忠 |          | 永仁六年七月二十二 （1298年8月30日）    | 永仁六年十二月二十 （1299年1月23日）    | 後伏見         |
| 二條兼基 |          | 永仁六年十二月二十 （1299年1月23日）    | 正安二年十二月十六 （1301年1月26日）    | 後伏見         |
|          | 二條兼基 | 正安二年十二月十六 （1301年1月26日）    | 嘉元三年四月十二 （1305年5月6日）       | 後伏見、後二條 |
|          | 九條師教 | 嘉元三年四月十二 （1305年5月6日）       | 德治三年八月二十五 （1308年9月10日）    | 後二條         |
| 九條師教 |          | 德治三年八月二十六 （1308年9月11日）    | 延慶元年十一月初十 （1308年12月22日）   | 花園           |
| 鷹司冬平 |          | 延慶元年十一月初十 （1308年12月22日）   | 延慶四年三月十五 （1311年4月4日）       | 花園           |
|          | 鷹司冬平 | 延慶四年三月十五 （1311年4月4日）       | 正和二年七月十二 （1313年8月4日）       | 花園           |
|          | 近衛家平 | 正和二年七月十二 （1313年8月4日）       | 正和四年九月二十一 （1315年10月19日）   | 花園           |
|          | 鷹司冬平 | 正和四年九月二十二 （1315年10月20日）   | 正和五年八月二十三 （1316年9月10日）    | 花園           |
|          | 二條道平 | 正和五年八月二十三 （1316年9月10日）    | 文保二年十二月二十九 （1319年1月21日）  | 花園、後醍醐   |
|          | 一條內經 | 文保二年十二月二十九 （1319年1月21日）  | 元亨三年三月二十九 （1323年5月4日）     | 後醍醐         |
|          | 九條房實 | 元亨三年三月二十九 （1323年5月4日）     | 正中元年十二月二十七 （1325年1月12日）  | 後醍醐         |
|          | 鷹司冬平 | 正中元年十二月二十七 （1325年1月12日）  | 嘉曆二年正月十九* （1327年2月11日）     | 後醍醐         |
|          | 二條道平 | 嘉曆二年二月十二 （1327年3月6日）       | 元德二年正月二十六 （1330年2月14日）    | 後醍醐         |
|          | 近衛經忠 | 元德二年正月二十六 （1330年2月14日）    | 元德二年八月二十五 （1330年10月7日）    | 後醍醐         |
|          | 鷹司冬教 | 元德二年八月二十五 （1330年10月7日）    | 正慶二年五月十七 （1333年6月29日）      | 後醍醐、光嚴   |

### 南北朝時代的攝關

#### 南朝（吉野朝廷）的攝關
上任記錄殘缺不全，問題很多，故很多史家試圖從基本史料還原南朝的攝關資料。
| 攝政 | 關白                 | 上任                                                    | 卸任                                                    | 在職時天皇 |
| ---- | -------------------- | ------------------------------------------------------- | ------------------------------------------------------- | ---------- |
|      | 二條師基             | 正平六年十二月二十八 （1352年1月15日）                  | 正平九年？ （1354年？）                                 | 後村上     |
|      | 近衛經家             | 正平九年？ （1354年？）                                 | 正平十一年二月前 （1356年3月前）                        | 後村上     |
|      | 二條教基             | 正平十一年二月前 （1356年3月以前）                      | （年月日不明）                                          | 後村上     |
|      | （一條內嗣）         | （年月日不明）                                          | 正平十六年十二月前 （1361年12月前）                     | 後村上     |
|      | 二條教基             | 正平十六年十二月前 （1361年12月前）                     | （年月日不明）                                          | 後村上     |
|      | 二條教賴             | ？－天授元年－弘和元年－？ （ ？－1375年－1381年－？ ） | ？－天授元年－弘和元年－？ （ ？－1375年－1381年－？ ） | 長慶       |
|      | 二條長■ （二條冬實） | ？－元中元年－？ （ ？－1384年－？ ）                   | ？－元中元年－？ （ ？－1384年－？ ）                   | 後龜山     |
|      | 近衛某               | （年月日不明）                                          | 元中九年閏十月初五 （1392年11月19日）                   | 後龜山     |

#### 北朝（京都朝廷）的攝關
| 攝政     | 關白         | 上任                                   | 卸任                                   | 在職時天皇         |
| -------- | ------------ | -------------------------------------- | -------------------------------------- | ------------------ |
|          | 近衛經忠     | 建武三年八月十五 （1336年9月20日）     | 建武四年四月初六 （1337年5月6日）      | 光明               |
|          | 近衛基嗣     | 建武四年四月十六 （1337年5月16日）     | 建武五年五月十九 （1338年6月7日）      | 光明               |
|          | 一條經通     | 建武五年五月十九 （1338年6月7日）      | 曆應五年正月二十六 （1342年3月3日）    | 光明               |
|          | 九條道教     | 曆應五年正月二十七 （1342年3月4日）    | 康永元年十一月十二 （1342年12月10日）  | 光明               |
|          | 鷹司師平     | 康永元年十一月十八 （1342年12月16日）  | 貞和二年二月二十九 （1346年3月22日）   | 光明               |
|          | 二條良基     | 貞和二年二月二十九 （1346年3月22日）   | 延文三年十二月二十九 （1359年1月28日） | 光明、崇光、後光嚴 |
|          | 九條經教     | 延文三年十二月二十九 （1359年1月28日） | 康安元年十一月初九 （1361年12月6日）   | 後光嚴             |
|          | 近衛道嗣     | 康安元年十一月初九 （1361年12月6日）   | 貞治二年六月十六 （1363年7月27日）     | 後光嚴             |
|          | 二條良基     | 貞治二年六月二十七 （1363年8月7日）    | 貞治六年八月二十七 （1367年9月21日）   | 後光嚴             |
|          | 鷹司冬通     | 貞治六年八月二十七 （1367年9月21日）   | 應安二年十一月初四 （1369年12月3日）   | 後光嚴             |
|          | 二條師良     | 應安二年十一月初四 （1369年12月3日）   | 永和元年十二月二十七 （1376年1月18日） | 後光嚴、後圓融     |
|          | 九條忠基     | 永和元年十二月二十七 （1376年1月18日） | 康曆元年八月二十二 （1379年10月3日）   | 後圓融             |
|          | 二條師嗣     | 康曆元年八月二十五 （1379年10月6日）   | 永德二年四月十一 （1382年5月24日）     | 後圓融             |
| 二條良基 |              | 永德二年四月十一 （1382年5月24日）     | 至德四年二月初七 （1387年2月25日）     | 後小松             |
| 近衛兼嗣 |              | 至德四年二月初七 （1387年2月25日）     | 嘉慶二年三月二十六* （1388年5月2日）   | 後小松             |
| 二條良基 |              | 嘉慶二年四月初八 （1388年5月14日）     | 嘉慶二年六月十二 （1388年7月15日）     | 後小松             |
|          | （二條良基） | 嘉慶年六月十二 （1388年7月15日）       | 嘉慶年六月十二 （1388年7月15日）       | 後小松             |

### 室町時代的攝關
| 攝政     | 關白     | 上任                                      | 卸任                                       | 在職時天皇       |
| -------- | -------- | ----------------------------------------- | ------------------------------------------ | ---------------- |
|          | 二條師嗣 | 嘉慶二年六月十二 （1388年7月15日）        | 應永元年十一月初六 （1394年11月29日）      | 後小松           |
|          | 一條經嗣 | 應永元年十一月初六 （1394年11月29日）     | 應永五年三月初九 （1398年3月27日）         | 後小松           |
|          | 二條師嗣 | 應永五年三月初九 （1398年3月27日）        | 應永六年四月十七 （1399年5月22日）         | 後小松           |
|          | 一條經嗣 | 應永六年四月十九 （1399年5月24日）        | 應永十五年四月二十 （1408年5月15日）       | 後小松           |
|          | 近衛忠嗣 | 應永十五年四月二十 （1408年5月15日）      | 應永十六年二月二十一 （1409年3月7日）      | 後小松           |
|          | 二條滿基 | 應永十六年三月初四 （1409年3月20日）      | 應永十七年十二月二十七* （1411年1月21日）  | 後小松           |
|          | 一條經嗣 | 應永十七年十二月三十 （1411年1月24日）    | 應永二十五年十一月十七* （1418年12月14日） | 後小松、稱光     |
|          | 九條滿教 | 應永二十五年十二月初二 （1418年12月29日） | 應永三十一年四月二十 （1424年5月18日）     | 稱光             |
|          | 二條持基 | 應永三十一年四月二十 （1424年5月18日）    | 正長元年七月二十 （1428年8月30日）         | 稱光             |
| 二條持基 |          | 正長元年七月二十八 （1428年9月7日）       | 永享四年八月十三 （1432年9月7日）          | 後花園           |
| 一條兼良 |          | 永享四年八月十三 （1432年9月7日）         | 永享四年十月二十六 （1432年11月18日）      | 後花園           |
| 二條持基 |          | 永享四年十月二十六 （1432年11月18日）     | 永享五年三月二十三 （1433年4月13日）       | 後花園           |
|          | 二條持基 | 永享五年三月二十三 （1433年4月13日）      | 文安二年十一月初三* （1445年12月1日）      | 後花園           |
|          | 近衛房嗣 | 文安二年十一月二十三 （1445年12月21日）   | 文安四年六月十五 （1447年7月27日）         | 後花園           |
|          | 一條兼良 | 文安四年六月十五 （1447年7月27日）        | 享德二年四月二十八 （1453年6月5日）        | 後花園           |
|          | 二條持通 | 享德二年四月二十八 （1453年6月5日）       | 享德三年六月三十 （1454年7月25日）         | 後花園           |
|          | 鷹司房平 | 享德三年七月初一 （1454年7月26日）        | 享德四年六月初二 （1455年7月16日）         | 後花園           |
|          | 二條持通 | 享德四年六月初五 （1455年7月19日）        | 長祿二年十二月 （1459年1月）               | 後花園           |
|          | 一條教房 | 長祿二年十二月初五 （1459年1月9日）       | 寬正四年四月 （1463年4月）                 | 後花園           |
|          | 二條持通 | 寬正四年四月初三 （1463年4月21日）        | 應仁元年五月初十 （1467年6月11日）         | 後花園、後土御門 |
|          | 一條兼良 | 應仁元年五月初十 （1467年6月11日）        | 文明二年七月十九 （1470年8月15日）         | 後土御門         |
|          | 二條政嗣 | 文明二年八月初十 （1470年9月5日）         | 文明八年五月十三 （1476年6月4日）          | 後土御門         |
|          | 九條政基 | 文明八年五月十五 （1476年6月6日）         | 文明十一年二月二十七 （1479年3月20日）     | 後土御門         |
|          | 近衛政家 | 文明十一年二月三十 （1479年3月23日）      | 文明十五年二月二十四 （1483年4月1日）      | 後土御門         |
|          | 鷹司政平 | 文明十五年二月二十五 （1483年4月2日）     | 文明十九年二月初九 （1487年3月4日）        | 後土御門         |
|          | 九條政忠 | 文明十九年二月初九 （1487年3月4日）       | 長享二年八月二十三* （1488年9月28日）      | 後土御門         |
|          | 一條冬良 | 長享二年八月二十八 （1488年10月3日）      | 明應二年三月二十八 （1493年4月14日）       | 後土御門         |
|          | 近衛尚通 | 明應二年三月二十八 （1493年4月14日）      | 明應六年六月初七 （1497年7月6日）          | 後土御門         |
|          | 二條尚基 | 明應六年六月十八 （1497年7月17日）        | 明應六年十月初十* （1497年11月4日）        | 後土御門         |
|          | 一條冬良 | 明應六年十月二十三 （1497年11月17日）     | 文龜元年六月二十七 （1501年7月12日）       | 後土御門、後柏原 |
|          | 九條尚經 | 文龜元年六月二十九 （1501年7月14日）      | 永正十年十月初五 （1513年11月2日）         | 後柏原           |
|          | 近衛尚通 | 永正十年十月初七 （1513年11月4日）        | 永正十一年八月二十四 （1514年9月12日）     | 後柏原           |
|          | 鷹司兼輔 | 永正十一年八月二十九 （1514年9月17日）    | 永正十五年三月二十七 （1518年5月6日）      | 後柏原           |
|          | 二條尹房 | 永正十五年三月三十 （1518年5月9日）       | 大永五年四月初四 （1525年4月26日）         | 後柏原           |
|          | 近衛稙家 | 大永五年四月初五 （1525年4月27日）        | 天文二年二月初五 （1533年2月28日）         | 後柏原、後奈良   |
|          | 九條稙通 | 天文二年二月初五 （1533年2月28日）        | 天文三年十一月二十一 （1534年12月26日）    | 後奈良           |
|          | 二條尹房 | 天文三年十二月十四 （1535年1月17日）      | 天文五年閏十月二十一 （1536年12月4日）     | 後奈良           |
|          | 近衛稙家 | 天文五年十一月初一 （1536年12月13日）     | 天文十一年二月二十五 （1542年3月11日）     | 後奈良           |
|          | 鷹司忠冬 | 天文十一年三月二十六 （1542年4月11日）    | 天文十四年六月初二 （1545年7月10日）       | 後奈良           |
|          | 一條房通 | 天文十四年六月初二 （1545年7月10日）      | 天文十七年十二月二十七 （1549年1月25日）   | 後奈良           |
|          | 二條晴良 | 天文十七年十二月二十七 （1549年1月25日）  | 天文二十二年正月二十 （1553年2月2日）      | 後奈良           |
|          | 一條兼冬 | 天文二十二年正月二十二 （1553年2月4日）   | 天文二十三年二月初一* （1554年3月4日）     | 後奈良           |
|          | 近衛前久 | 天文二十三年三月初二 （1554年4月3日）     | 永祿十一年十一月 （1568年11月）            | 後奈良、正親町   |

### 安土桃山時代的攝關
此時首次有藤原氏以外的出身者就任關白——豐臣秀吉及秀次2人（但秀吉是以近衛前久的猶子名義就任）。
| 攝政 | 關白     | 上任                                     | 卸任                                     | 在職時天皇     |
| ---- | -------- | ---------------------------------------- | ---------------------------------------- | -------------- |
|      | 二條晴良 | 永祿十一年十二月十六 （1569年1月3日）    | 天正六年四月初四 （1578年5月10日）       | 正親町         |
|      | 九條兼孝 | 天正六年十二月十三 （1579年1月10日）     | 天正九年四月二十九 （1581年5月31日）     | 正親町         |
|      | 一條內基 | 天正九年四月二十九 （1581年5月31日）     | 天正十二年十二月 （1585年1月）           | 正親町         |
|      | 二條昭實 | 天正十三年二月十二 （1585年3月13日）     | 天正十三年七月十一 （1585年8月6日）      | 正親町         |
|      | 豐臣秀吉 | 天正十三年七月十一 （1585年8月6日）      | 天正十九年十二月二十七 （1592年2月10日） | 正親町、後陽成 |
|      | 豐臣秀次 | 天正十九年十二月二十七 （1592年2月10日） | 文祿四年七月初八 （1595年8月13日）       | 後陽成         |

### 江戶時代的攝關
江戶幕府制定了禁中並公家諸法度，攝政和關白需獲幕府推薦才可上任成為定制。
| 攝政                  | 關白     | 上任                                     | 卸任                                     | 在職時天皇     |
| --------------------- | -------- | ---------------------------------------- | ---------------------------------------- | -------------- |
|                       | 九條兼孝 | 慶長五年十二月十九 （1601年1月23日）     | 慶長九年十一月初十 （1604年12月30日）    | 後陽成         |
|                       | 近衛信尹 | 慶長十年七月二十三 （1605年9月6日）      | 慶長十一年十一月十一 （1606年12月10日）  | 後陽成         |
|                       | 鷹司信房 | 慶長十一年十一月十一 （1606年12月10日）  | 慶長十三年十二月二十六 （1609年1月31日） | 後陽成         |
|                       | 九條忠榮 | 慶長十三年十二月二十六 （1609年1月31日） | 慶長十七年七月二十五 （1612年8月21日）   | 後陽成、後水尾 |
|                       | 鷹司信尚 | 慶長十七年七月二十五 （1612年8月21日）   | 元和元年七月二十七 （1615年9月19日）     | 後水尾         |
|                       | 二條昭實 | 元和元年七月二十八 （1615年9月20日）     | 元和五年七月十四 （1619年8月23日）       | 後水尾         |
|                       | 九條忠榮 | 元和五年九月十四 （1619年10月21日）      | 元和九年閏八月十六 （1623年10月10日）    | 後水尾         |
|                       | 近衛信尋 | 元和九年閏八月十六 （1623年10月10日）    | 寬永六年八月初一 （1629年9月17日）       | 後水尾         |
|                       | 一條兼遐 | 寬永六年八月二十八 （1629年10月14日）    | 寬永六年十一月初八 （1629年12月22日）    | 後水尾         |
| 一條兼遐 （一條昭良） |          | 寬永六年十一月初八 （1629年12月22日）    | 寬永十二年九月二十六 （1635年11月5日）   | 明正           |
| 二條康道              |          | 寬永十二年十月初十 （1635年11月19日）    | 正保四年正月初三 （1647年2月7日）        | 明正、後光明   |
| 九條道房              |          | 正保四年正月初五 （1647年2月9日）        | 正保四年正月初十 （1647年2月14日）       | 後光明         |
| 一條昭良              |          | 正保四年三月二十八 （1647年5月2日）      | 正保四年七月二十七 （1647年8月27日）     | 後光明         |
|                       | 一條昭良 | 正保四年七月二十七 （1647年8月27日）     | 慶安四年九月二十七 （1651年11月10日）    | 後光明         |
|                       | 近衛尚嗣 | 慶安四年十二月初八 （1652年1月18日）     | 承應二年七月十七 （1653年9月8日）        | 後光明         |
|                       | 二條光平 | 承應二年九月二十一 （1653年11月11日）    | 寬文三年正月二十六 （1663年3月5日）      | 後光明、後西   |
| 二條光平              |          | 寬文三年正月二十六 （1663年3月5日）      | 寬文四年九月十七 （1664年11月4日）       | 靈元           |
| 鷹司房輔              |          | 寬文四年九月二十七 （1664年11月14日）    | 寬文八年三月十六 （1668年4月27日）       | 靈元           |
|                       | 鷹司房輔 | 寬文八年三月十六 （1668年4月27日）       | 天和二年二月十八 （1682年3月26日）       | 靈元           |
|                       | 一條冬經 | 天和二年二月二十四 （1682年4月1日）      | 貞享四年三月二十一 （1687年5月2日）      | 靈元           |
| 一條冬經              |          | 貞享四年三月二十一 （1687年5月2日）      | 元祿二年三月二十七 （1689年5月16日）     | 東山           |
|                       | 一條冬經 | 元祿二年三月二十七 （1689年5月16日）     | 元祿三年正月十三 （1690年2月21日）       | 東山           |
|                       | 近衛基熙 | 元祿三年正月十三 （1690年2月21日）       | 元祿十六年正月十四 （1703年3月1日）      | 東山           |
|                       | 鷹司兼熙 | 元祿十六年正月十四 （1703年3月1日）      | 寶永四年十一月二十七 （1707年12月20日）  | 東山           |
|                       | 近衛家熙 | 寶永四年十一月二十七 （1707年12月20日）  | 寶永六年六月二十一 （1709年7月27日）     | 東山           |
| 近衛家熙              |          | 寶永六年六月二十一 （1709年7月27日）     | 正德二年八月二十八 （1712年9月28日）     | 中御門         |
| 九條輔實              |          | 正德二年八月二十八 （1712年9月28日）     | 享保元年十一月初一 （1716年12月14日）    | 中御門         |
|                       | 九條輔實 | 享保元年十一月初一 （1716年12月14日）    | 享保7年正月十三 （1722年2月28日）        | 中御門         |
|                       | 二條綱平 | 享保七年正月十三 （1722年2月28日）       | 享保十一年六月初一 （1726年6月30日）     | 中御門         |
|                       | 近衛家久 | 享保十一年六月初一 （1726年6月30日）     | 元文元年八月二十七 （1736年10月1日）     | 中御門、櫻町   |
|                       | 二條吉忠 | 元文元年八月二十七 （1736年10月1日）     | 元文二年八月初三 （1737年8月28日）       | 櫻町           |
|                       | 一條兼香 | 元文二年八月二十九 （1737年9月23日）     | 延享三年十二月十五 （1747年1月25日）     | 櫻町           |
|                       | 一條道香 | 延享三年十二月十五 （1747年1月25日）     | 延享四年五月初二 （1747年6月9日）        | 櫻町           |
| 一條道香              |          | 延享四年五月初二 （1747年6月9日）        | 寶曆五年二月十九 （1755年3月31日）       | 桃園           |
|                       | 一條道香 | 寶曆五年二月十九 （1755年3月31日）       | 寶曆七年三月十六 （1757年5月3日）        | 桃園           |
|                       | 近衛內前 | 寶曆七年三月十六 （1757年5月3日）        | 寶曆十二年七月十二 （1762年8月31日）     | 桃園           |
| 近衛內前              |          | 寶曆十二年七月二十七 （1762年9月15日）   | 明和九年八月二十二 （1772年9月19日）     | 後櫻町、後桃園 |
|                       | 近衛內前 | 明和九年八月二十二 （1772年9月19日）     | 安永七年二月初八 （1778年3月6日）        | 後桃園         |
|                       | 九條尚實 | 安永七年二月初八 （1778年3月6日）        | 安永8年十月二十九 （1779年12月6日）      | 後桃園         |
| 九條尚實              |          | 安永八年十一月二十五 （1780年1月1日）    | 天明五年二月十九 （1785年3月29日）       | 光格           |
|                       | 九條尚實 | 天明五年二月十九 （1785年3月29日）       | 天明七年三月初一 （1787年4月18日）       | 光格           |
|                       | 鷹司輔平 | 天明七年三月初一 （1787年4月18日）       | 寬政三年八月二十 （1791年9月17日）       | 光格           |
|                       | 一條輝良 | 寬政三年八月二十 （1791年9月17日）       | 寬政七年十月十四 （1795年11月25日）      | 光格           |
|                       | 鷹司政熙 | 寬政七年十一月十六 （1795年12月26日）    | 文化十一年九月十六 （1814年10月28日）    | 光格           |
|                       | 一條忠良 | 文化十一年九月十六 （1814年10月28日）    | 文政六年三月十九 （1823年4月29日）       | 光格、仁孝     |
|                       | 鷹司政通 | 文政六年三月十九 （1823年4月29日）       | 安政三年八月初八 （1856年9月6日）        | 仁孝、孝明     |
|                       | 九條尚忠 | 安政三年八月初八 （1856年9月6日）        | 文久二年六月二十三 （1862年7月19日）     | 孝明           |
|                       | 近衛忠熙 | 文久二年六月二十三 （1862年7月19日）     | 文久三年正月二十三 （1863年3月12日）     | 孝明           |
|                       | 鷹司輔熙 | 文久三年正月二十三 （1863年3月12日）     | 文久三年十二月二十三 （1864年1月31日）   | 孝明           |
|                       | 二條齊敬 | 文久三年十二月二十三 （1864年1月31日）   | 慶應二年十二月二十五 （1867年1月30日）   | 孝明           |
| 二條齊敬              |          | 慶應三年正月初九 （1867年2月13日）       | 慶應三年十二月初九 （1868年1月3日）      | 明治           |

## 近現代

國事行為臨時代行（監國）旗

近代立憲君主制代行天皇權力的是皇族攝政。舊皇室典範制定只可由皇族就任攝政，但僅在大正天皇出現過——皇太子裕仁親王（昭和天皇）（1921年－1926年）。當時以「攝政宮」稱呼。昭和二十二年（1947年）實行的現皇室典範也訂下了監國制度，而皇太子在監國時則稱呼為「國事行為臨時代行」。
| 攝政     | 上任                       | 卸任                         | 在職時天皇 |
| -------- | -------------------------- | ---------------------------- | ---------- |
| 裕仁親王 | 大正十年（1921年）11月25日 | 大正十五年（1926年）12月25日 | 大正       |

## 關联条目
- 藤氏長者
- 內覽
- 准攝政
- 攝政
- 關白